# Långängen, Stocksund

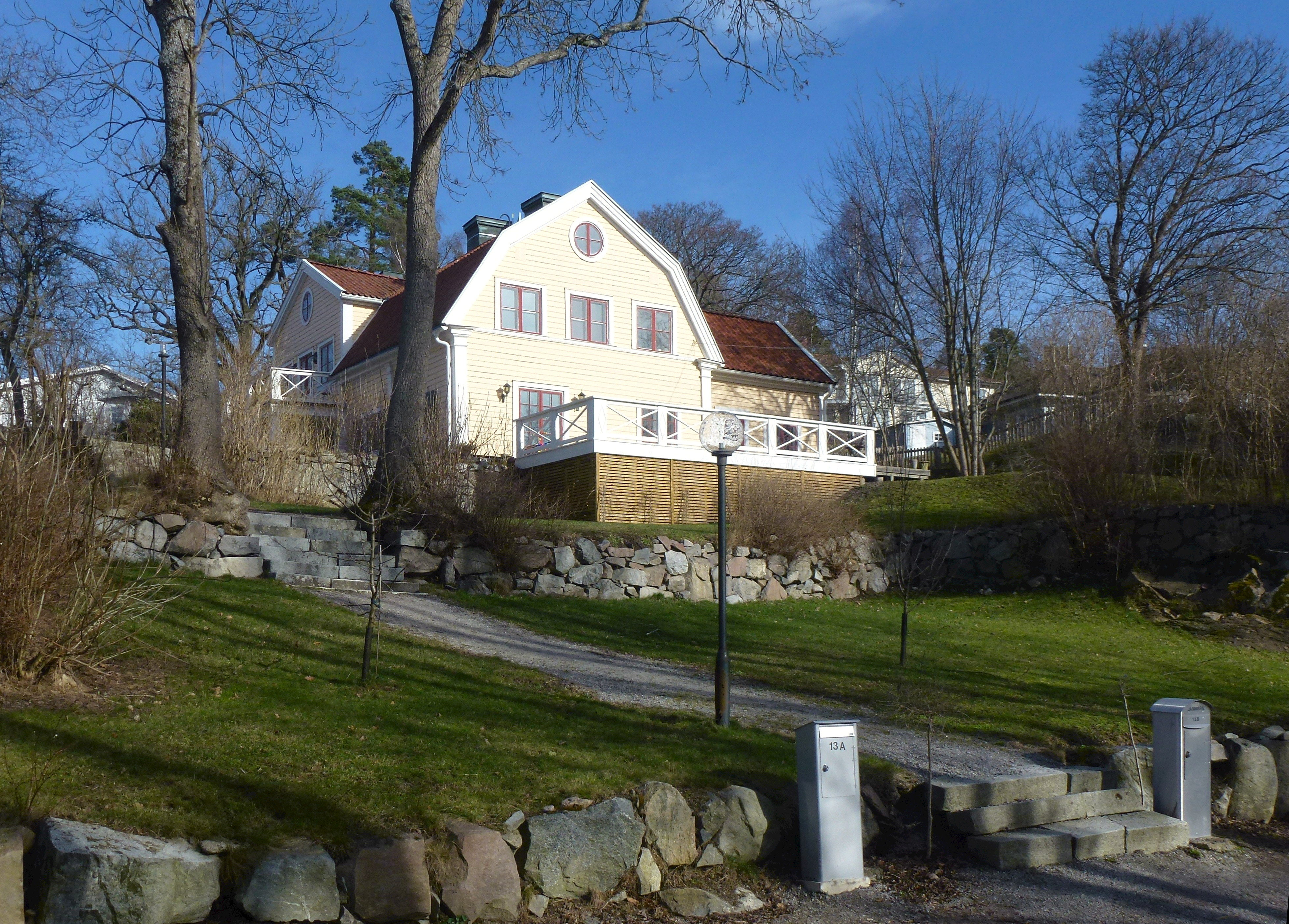
Långängens gård 2014.

Långängen är ett bostadsområde i östra delen av kommundelen Stocksund i Danderyds kommun. Området med Långängens gård hörde ursprungligen till Djursholmsgodset och inkorporerades 1935 i Stocksunds köping. Långängens gårds huvudbyggnad (även kallad Långängstorp) härrör sannolikt från slutet av 1700-talet och finns ännu kvar vid dagens adress Gårdsvägen 13A. År 1927 förvärvade arkitekt Gunnar Asplund gården där hans änka bodde fram till 1954. Långängstorp var fram till 1966 slutstationen för lokaltåget Långängsbanan, men är numera namnet på ett kvarter med ett 20-tal fastigheter som ligger strax norr om Långängens gård.

## Historik

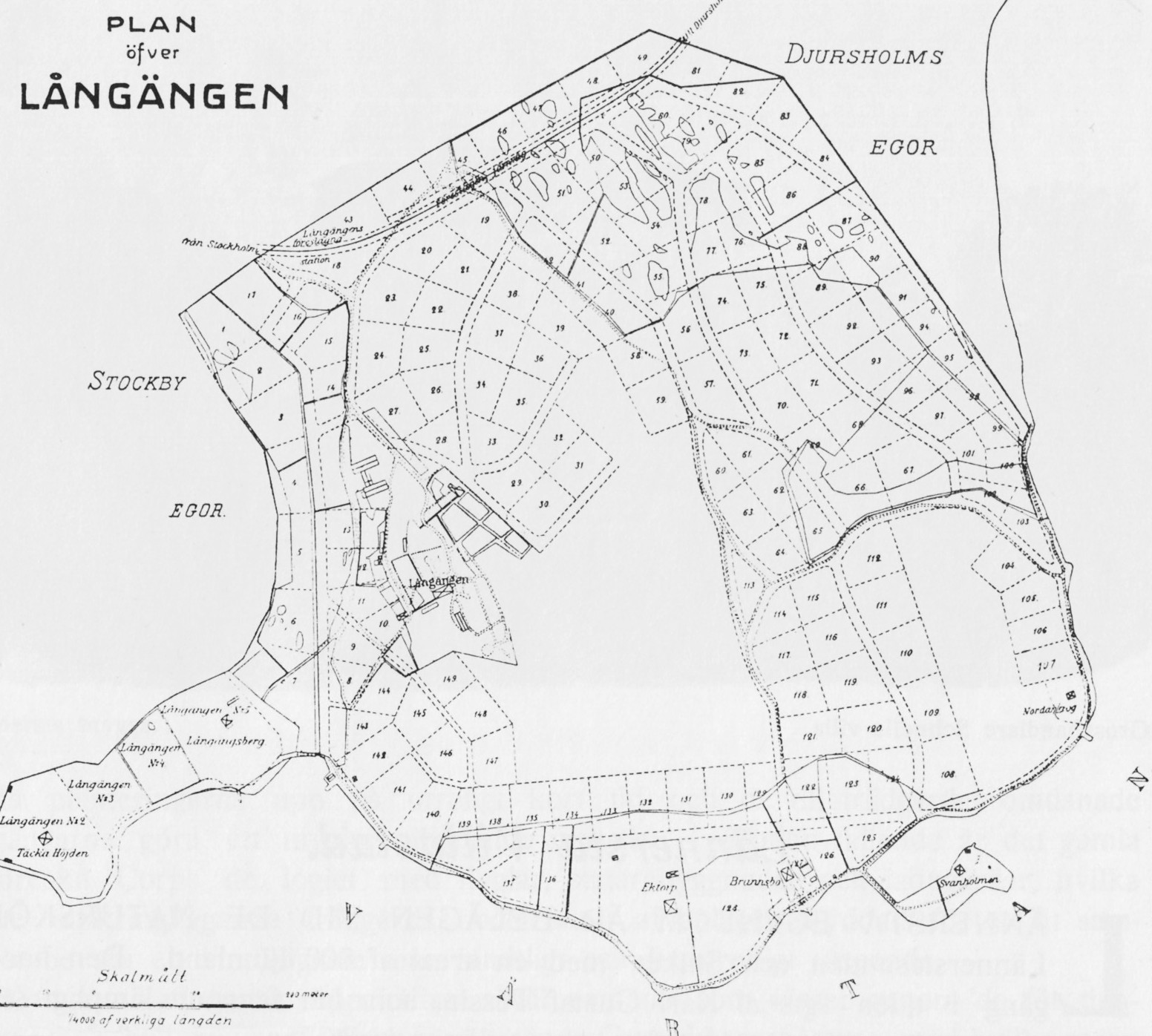
Styckningsplan över Långängen ca 1910.

Namnet ”Långängen” syftar troligen på det långsmala odlingsområde som sträckte sig från dagens Långängsskolan på båda sidor om Långängsvägen ned mot Lilla Värtan. Egendomen ”Långängen” var dock större och hade en areal av 62 hektar därav 20 hektar åkrar, det gränsade i norr mot Djursholms ägor, i väst mot Stockby ägor och i syd och sydost mot Lilla Värtan. Gården och dess byggnader anlades på höjden öster om själva den långsträckta ängen, på så sätt bebyggdes inte värdefull åkermark. Långängens gård nämns första gången i en jordebok från 1498. Liksom i det väster om Långängen belägna området Stockby arrenderades Långängen under 1500- och 1600-talet av torpare och bönder.  1661 visas Långänge på Peder Mehnlöös karta. Långängen var en mindre gård, här fanns år 1630 bonden Anders som ägde ett sto, ett föl, tre kor, fem får och tre grisar.
Under  slutet av 1600-talet och under 1700-talet utarrenderades gården och tillhörande mark till ”fint folk” som ämbetsmän, köpmän, hovrättsråd och bland många andra rådmannen Anders von Rothstein som innehade gården mellan 1753 och 1758. Åren 1784 till 1796 fanns slottskamreren Sahlström på Långängen. Han lät renovera gårdens byggnader och anlägga en trädgård. Sannolikt fick Långängen då sin nuvarande huvudbyggnad.
Mellan åren 1808 till 1850 arrenderades gården av underståthållaren Justus Christopher von Lindecreutz. Efter honom uppkallades "Lagman Linds väg" i närheten av gården. På 1880-talet uppfördes de första villorna på Långängen. På 1910-talet var ett 30-tal tomter bebyggda och ytterligare omkring 30 tomter sålda. Till tidiga villor i Långängen hör Villa Tallom som uppfördes 1904-1906 efter ritningar av arkitekt Lars Israel Wahlman till sig själv. Huset är sedan 1979 ett byggnadsminne.
År 1911 beskrevs ”Långängens villastad” som en vacker länk i den kedja af förstäder, som omsluter Stockholm. Då beboddes Långängens huvudbyggnad av en direktör G. Bohman som kunde ge anvisning och vägledning till 250 bebyggbara villatomter. För att förbättra kommunikationerna invigdes 1911 Långängsbanan som trafikerade sträckan mellan Stocksunds station och ändhållplatsen Långängen (senare kallad Långängstorp) fram till 25 september 1966. Arkitekt för samtliga stations- och hållplatsbyggnader längs Långängsbanan var Sigge Cronstedt.

## Historiska kartor

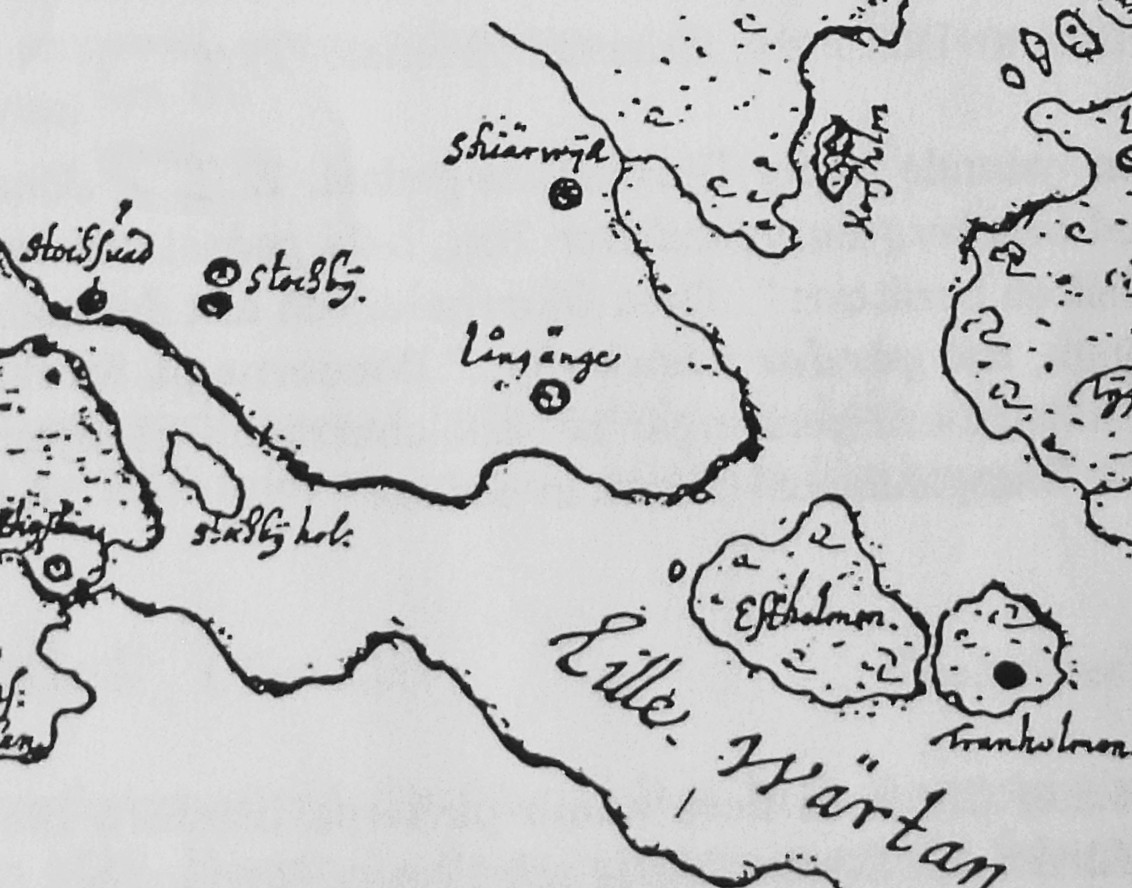
Stockby och Långängen, Peder Mehnlöös karta 1661
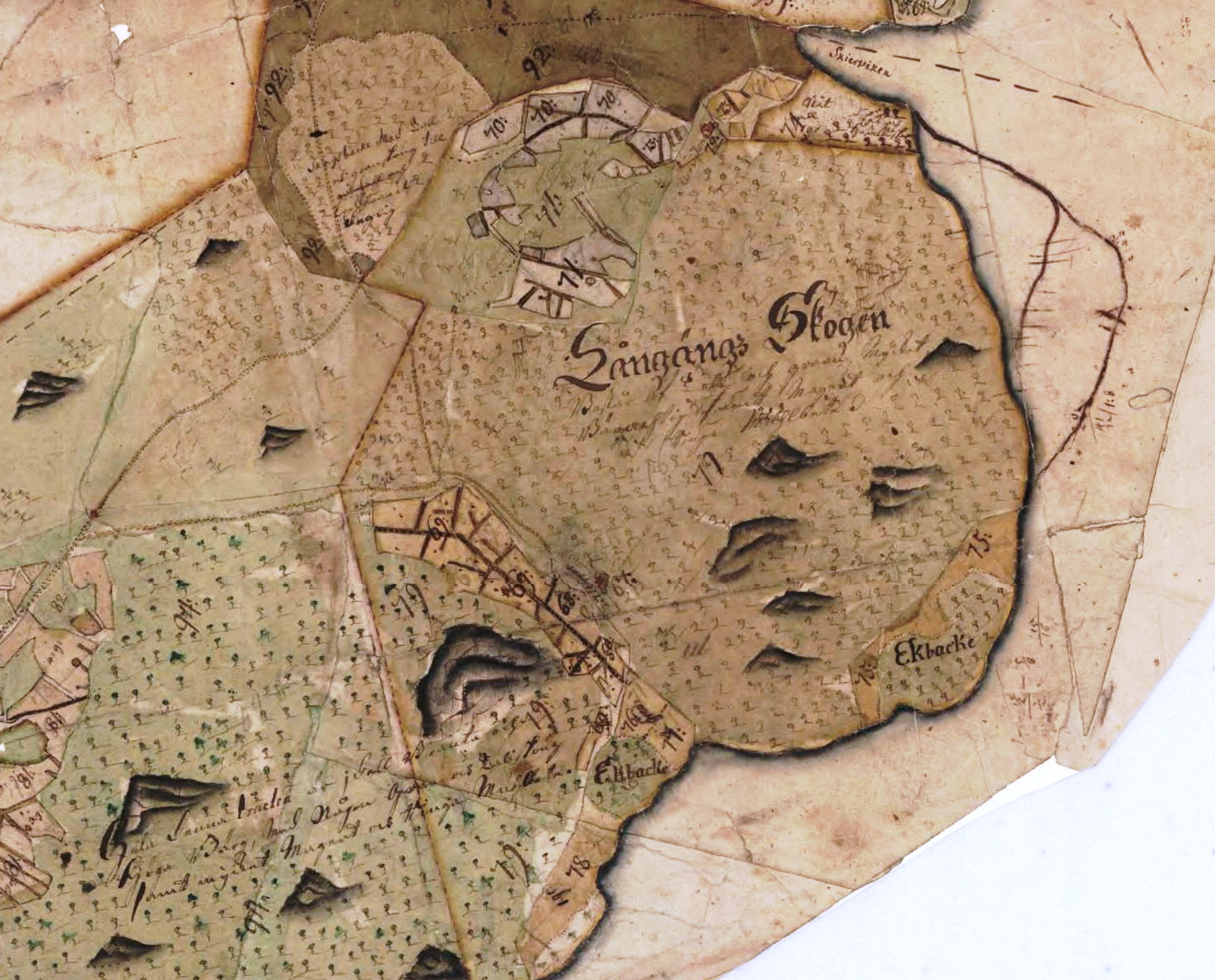
Långängen arealavmätning 1734
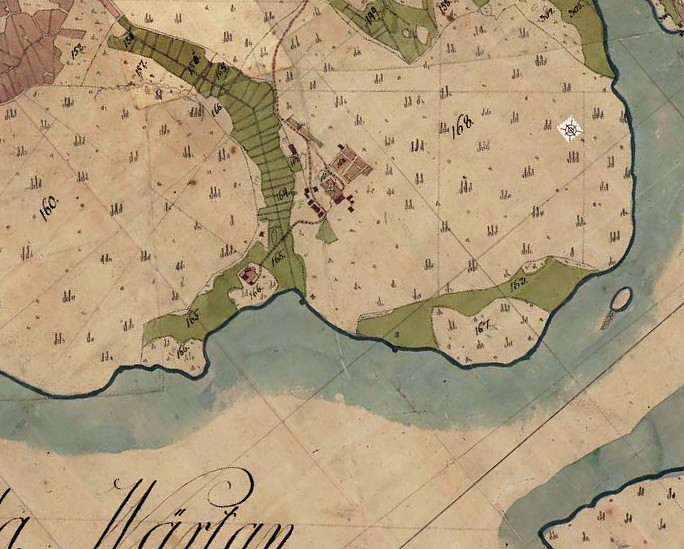
Långängen arealavmätning 1818
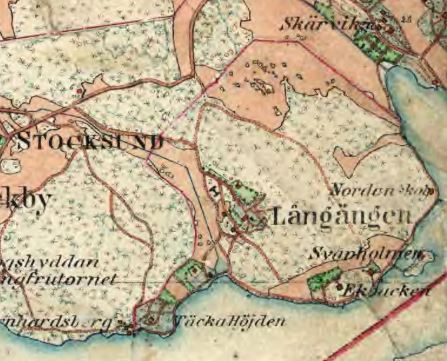
Långängen på Häradsekonomiska kartan 1901

## Inkorporering och gårdens nyare historik
Lantbruket på Långängen upphörde definitivt 1932. Då var Långängen bebyggd med ett 100-tal villor och det fanns ett ledningsnät för vatten och avlopp samt elektricitet, som kom från Djursholmsbanans elverk.
År 1935 inkorporerades Långängen i Stocksunds köping, mot kommunalfullmäktiges uttryckliga vilja. Frågan om en inkorporering hade sedan 1923 utreds och 1928 avstyrkte kommunfullmäktige förslaget, som enligt deras uppfattning ”endast skulle komma medföra olägenheter för köpingen”. Ändå fastställde Kungl. Maj:t (regeringen) att Långängen samt Söderskogen och Ekbacken skulle inkorporeras från den 1 januari 1935.
År 1927 förvärvade arkitekt Gunnar Asplund Långängens gård där hans änka bodde kvar fram till 1954. Efter henne ägdes gården av bergsingenjören Jonas Paues som lät utföra en genomgripande renovering och restaurering av huvudbyggnaden under ledning av arkitekt Torbjörn Olsson. Vid denna renovering sökte man återskapa 1700-talsstilen. Från gården finns idag även ett av uthusen bevarat, en liten röd stuga som ligger vid en tvär kurva av Gårdsvägen nedanför huvudbyggnaden. Enligt kommunens kulturmiljöhandbok är Långängens gård klassificerad som "värdefull".

## Historiska bilder

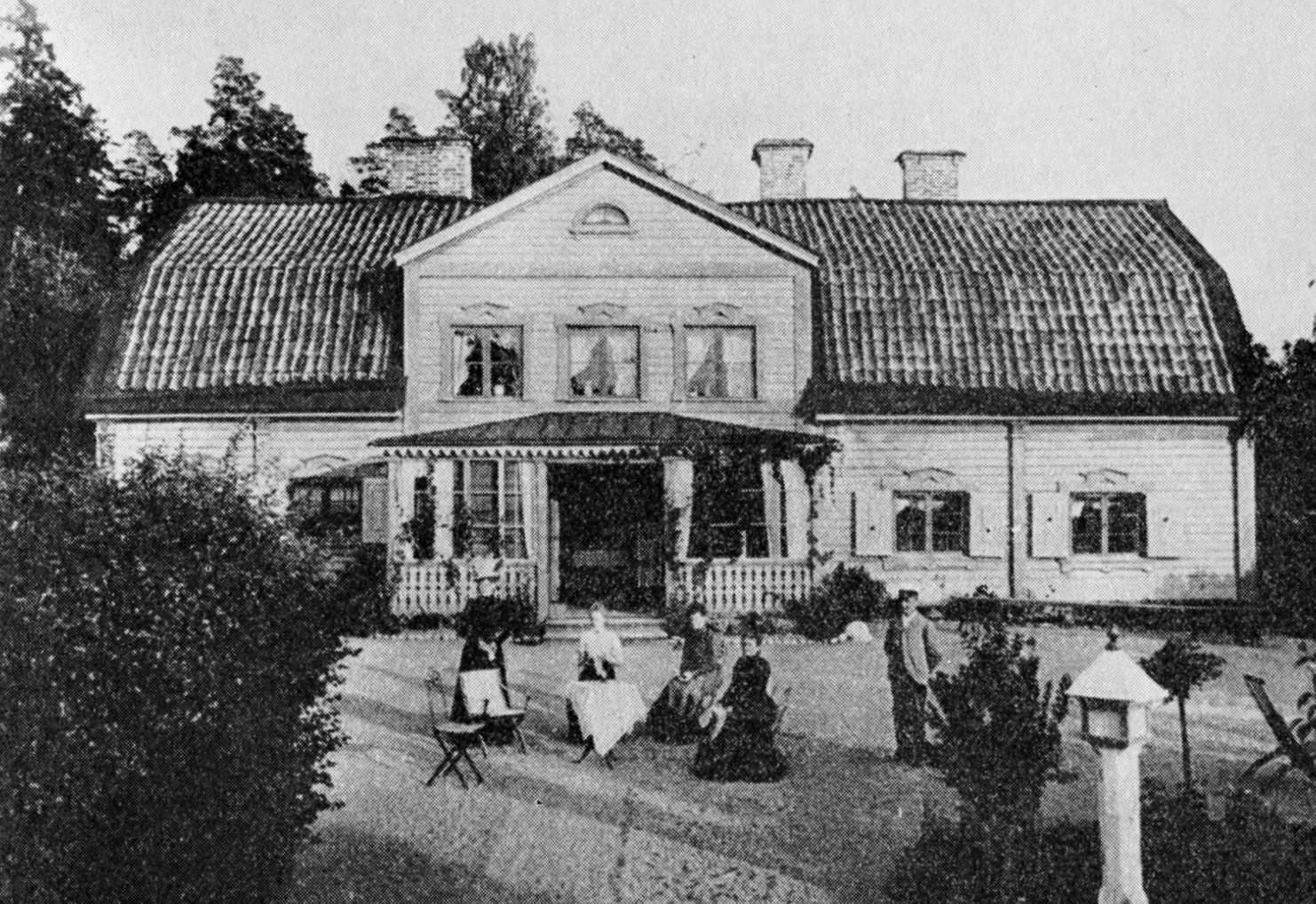
Långängens gård 1898
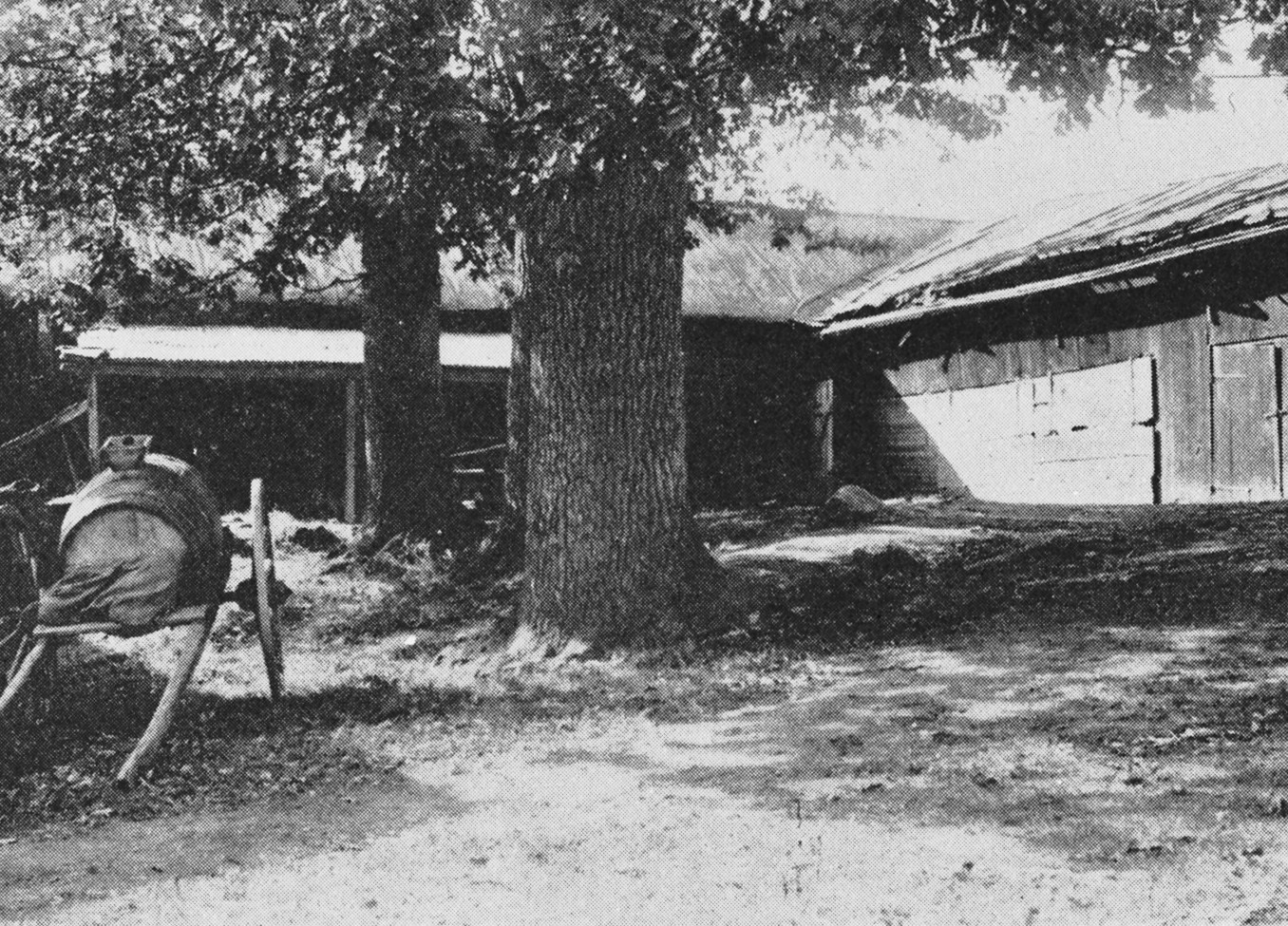
Gårdens stallbacke 1920
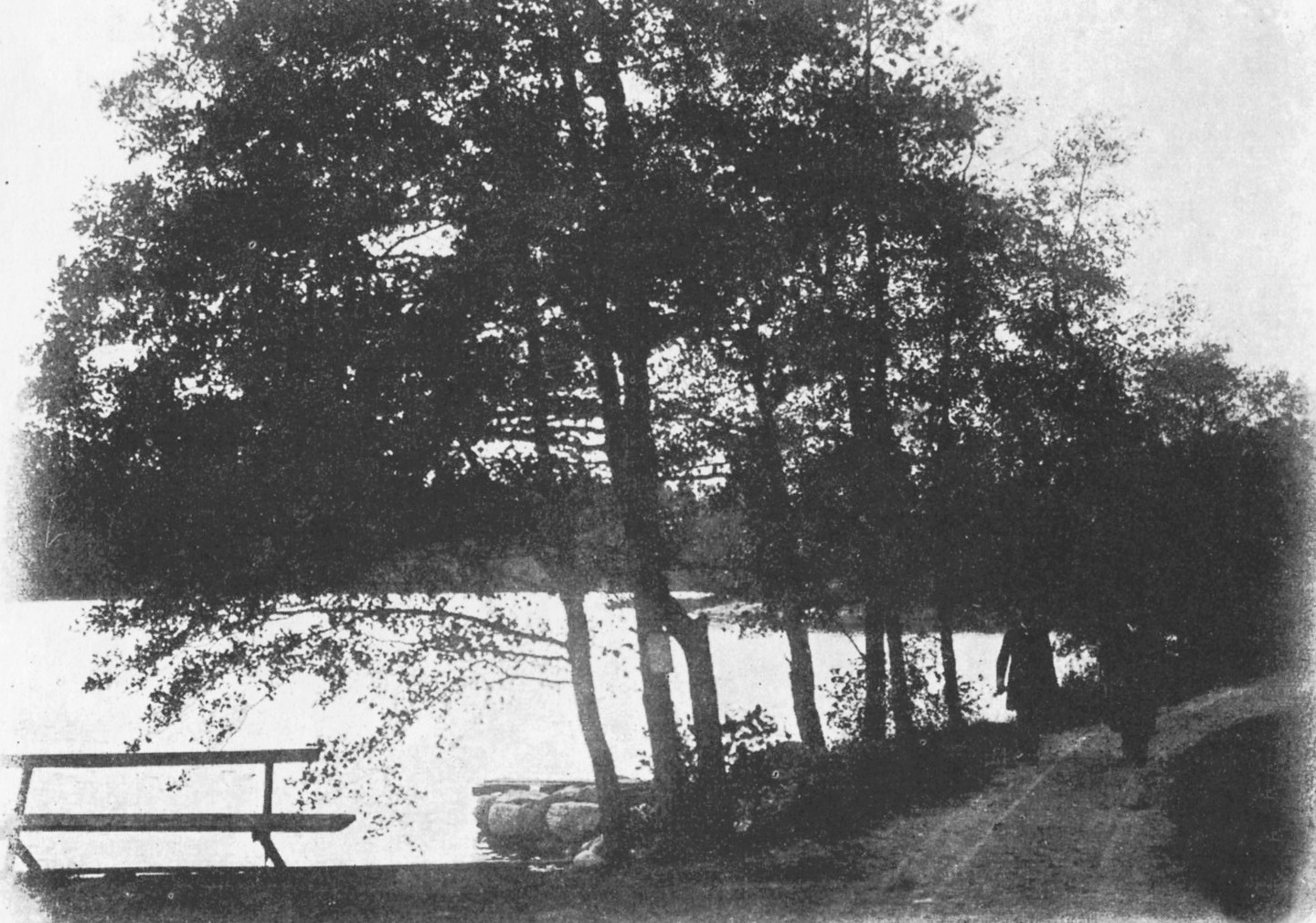
Strandstig vid Lilla Värtan 1910
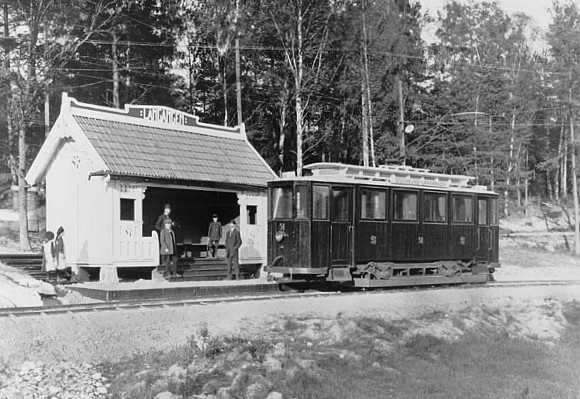
Spårvagn vid Långängen 1911-1934

## Långängen idag

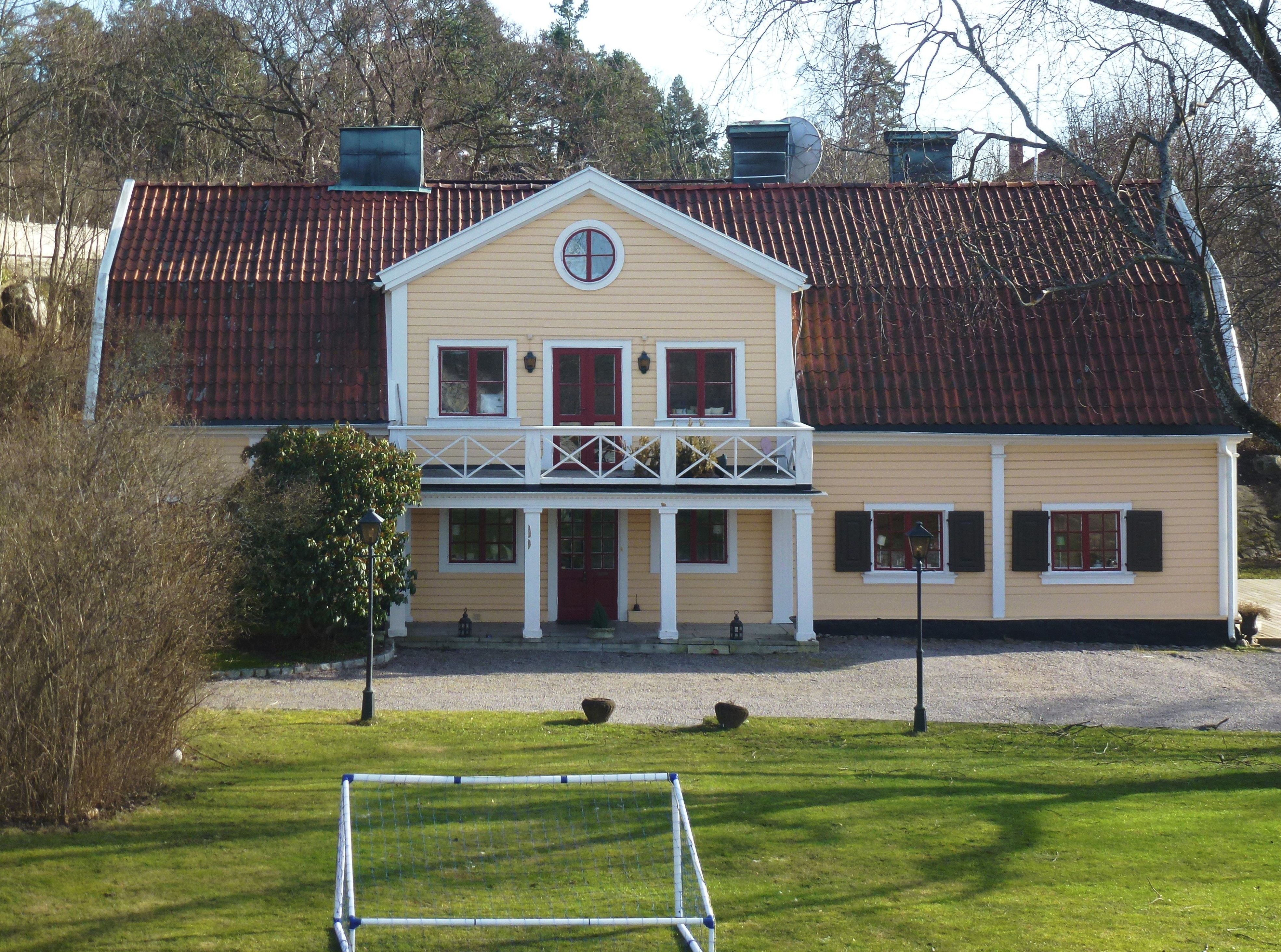
Långängens gård 2014
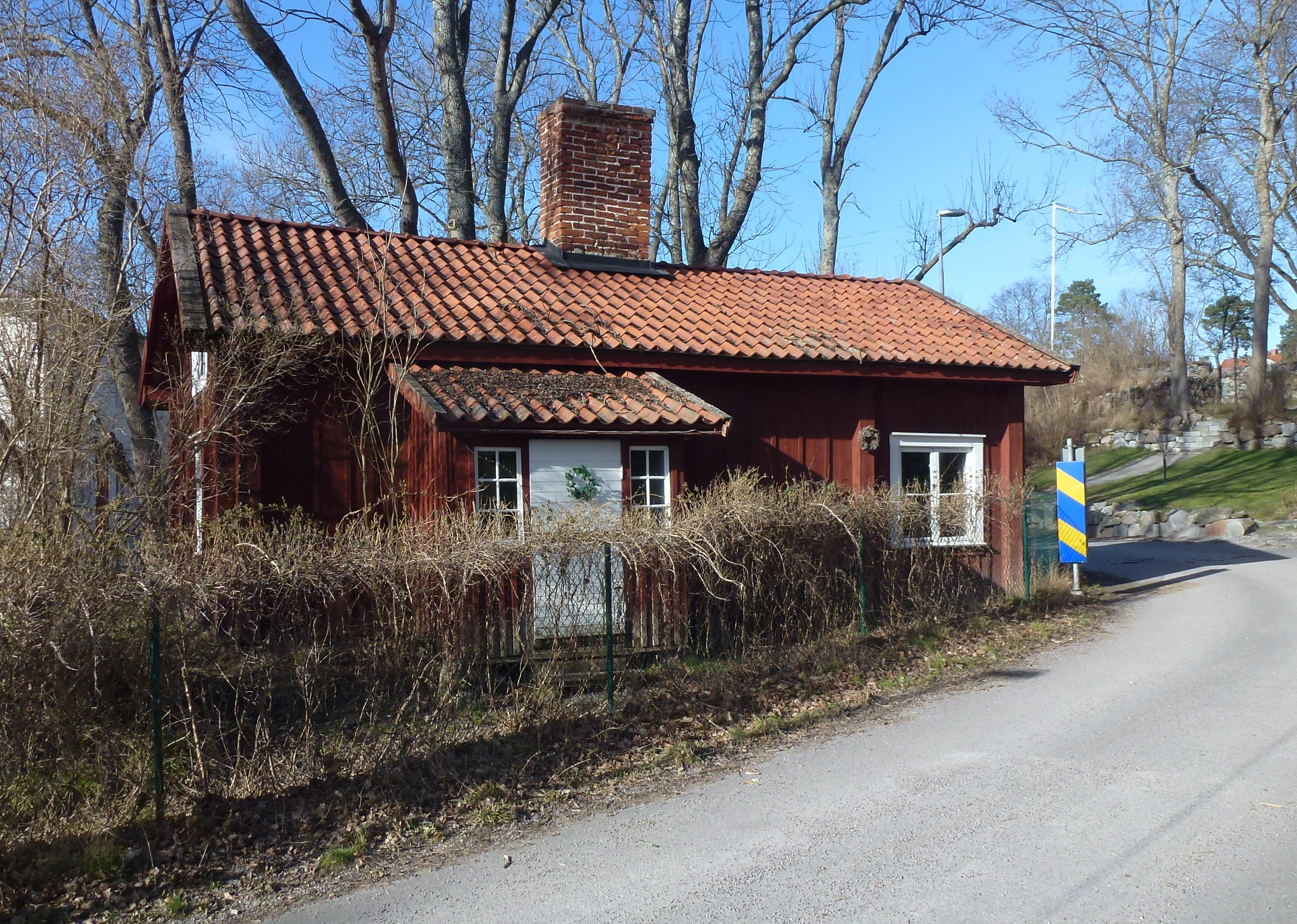
Långängens gårds bevarade uthus
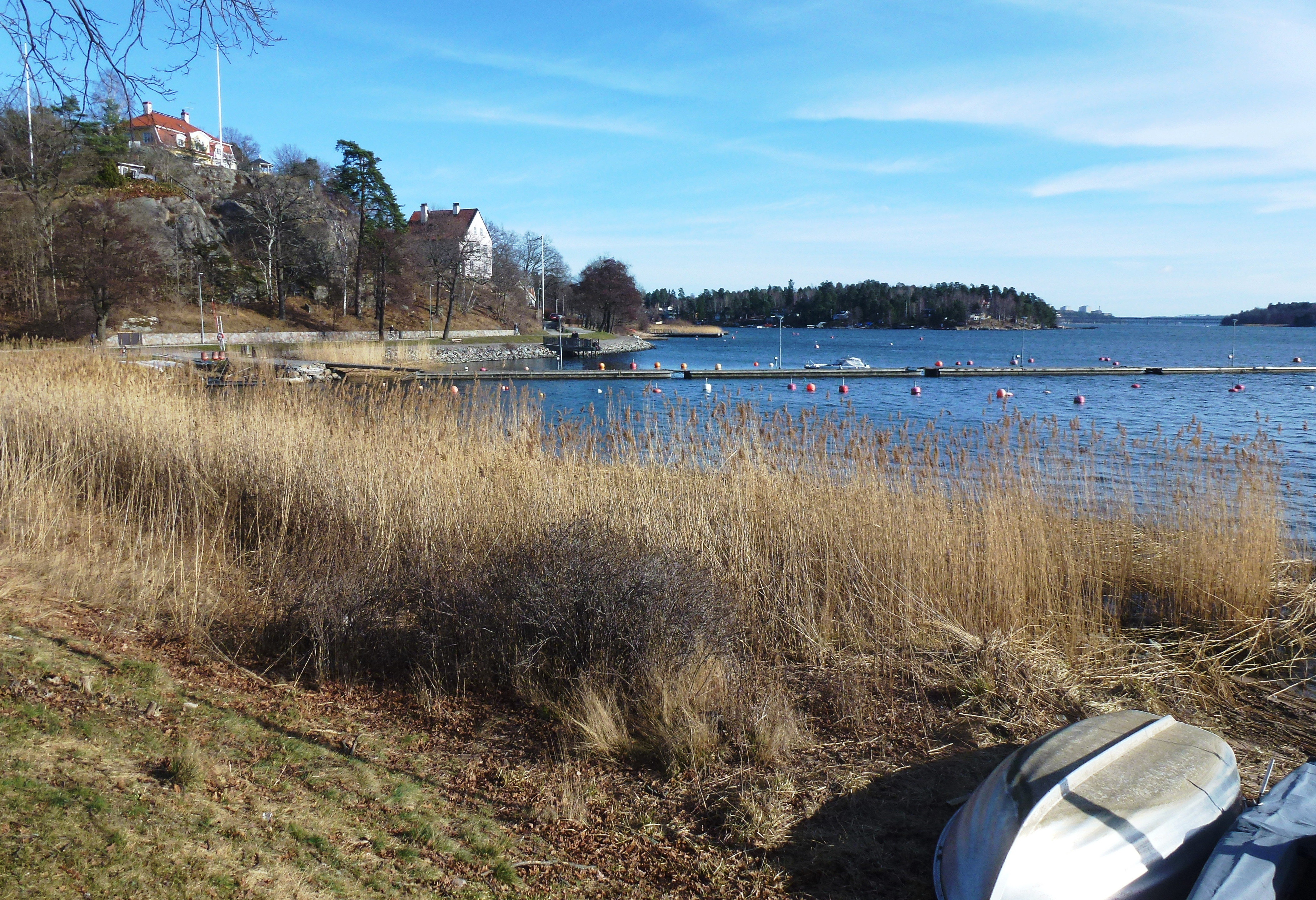
Långängsvägen vid Lilla Värtan
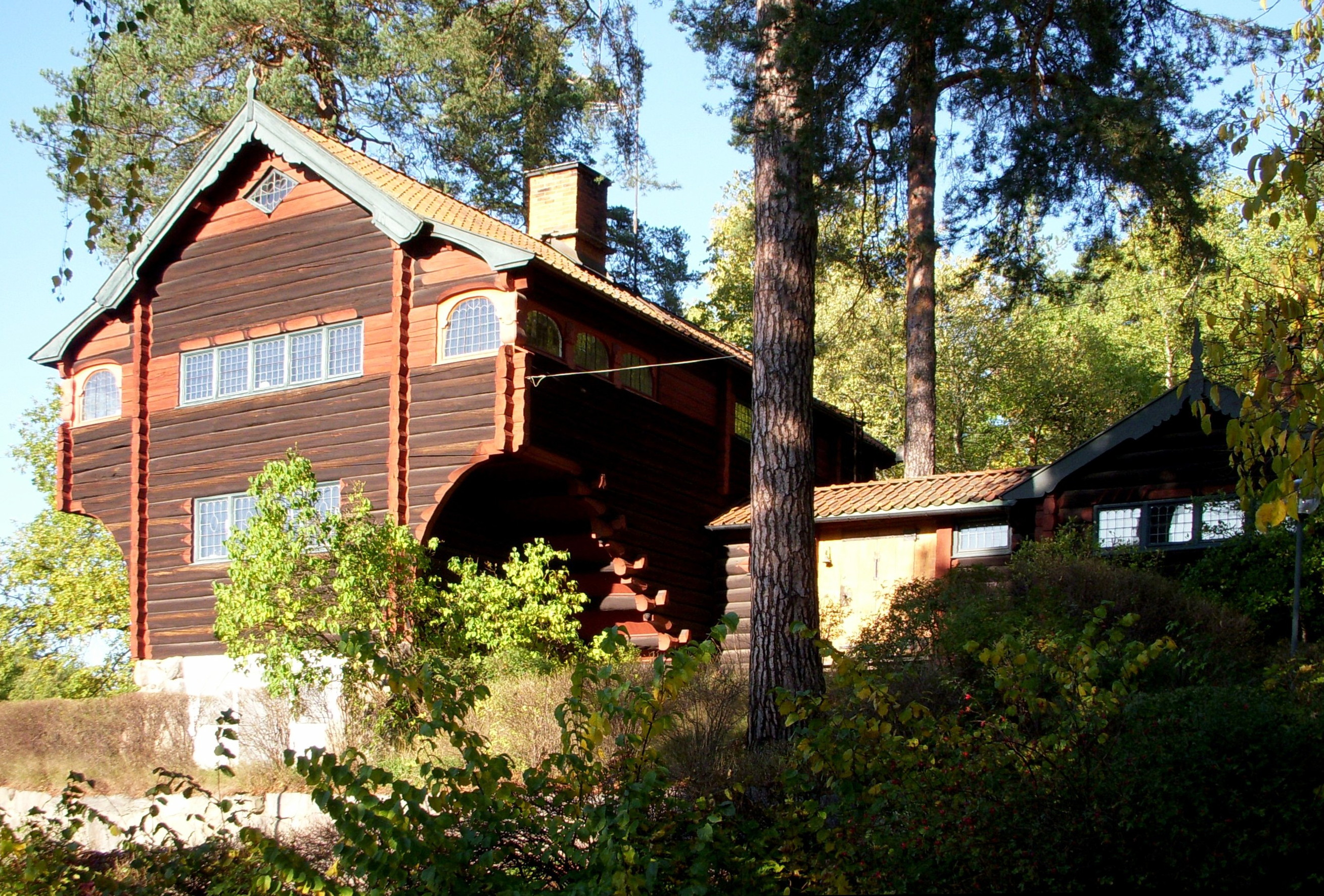
Villa Tallom, Gårdsvägen 9